# 버진 스노우
《버진 스노우》(영어: White Bird in a Blizzard)는 2014년 공개된 드라마 스릴러 영화이다. 그레그 아라키가 각본, 연출, 공동 제작, 편집을 맡고, 셰일린 우들리, 에바 그렌, 크리스토퍼 멀로니, 앤절라 배싯 등이 출연하였다.

## 줄거리
1988년 캣이 17살 때 불안정한 성향의 어머니 이브가 실종된다. 1991년 대학생이 된 캣은 아버지 브록이 범인일지도 모른다고 의심하게 된다.

## 출연
- 셰일린 우들리 - 커트리나 "캣" 코너 역
  - 에이바 에이커스 - 캣 역
- 에바 그렌 - 이브 코너스 역
- 크리스토퍼 멀로니 - 브록 코너스 역
- 샤일로 퍼낸데즈 - 필 역
- 개버레이 시디베이 - 베스 역
- 토머스 제인 - 시오 시저위즈 형사 역
- 앤절라 배싯 - 세일러 박사 역
- 데일 디키 - 힐먼 부인 역
- 마크 인델리카토 - 미키 역
- 셰릴 리 - 메이 역
- 제이컵 아티스트 - 올리버 역
- 마이클 패트릭 맥길 - 에런 역
- 브렌다 쿠 - 신디 역
- 브랜디 퍼치 - 승무원 역